# Kolë Berisha
Kolë Berisha, född 26 oktober 1947 i Klina i Kosovo i dåvarande Jugoslavien, död 29 augusti 2021 i Pristina, var en albansk kosovansk politiker som var talman i det då nyligen självständiga Kosovos parlamentet 2006–2007, och likaså ordförande för den nya nationens övergångsråd.
Kolë Berisha läste juridik vid Pristinas universitet.
Kolë Berisha blev en tidig medlem i partiet Kosovos demokratiska förbund som kämpade för självstyre i Kosovo. På grund av sina politiska aktiviteter fängslades han av serbiska myndigheter. Han frigavs senare och blev engagerad i att medla och bekämpa blodshämnd i Kosovo.
Efter Kosovokriget 1999 var han ledamot i Kosovos övergångsråd. Han blev sedan även ledamot i Kosovos parlament och innehade även rollen som talman.
Kolë Berisha är även verksam som författare och har skrivit lyriska verk.